# Kathedrale St. Aidan (Enniscorthy)

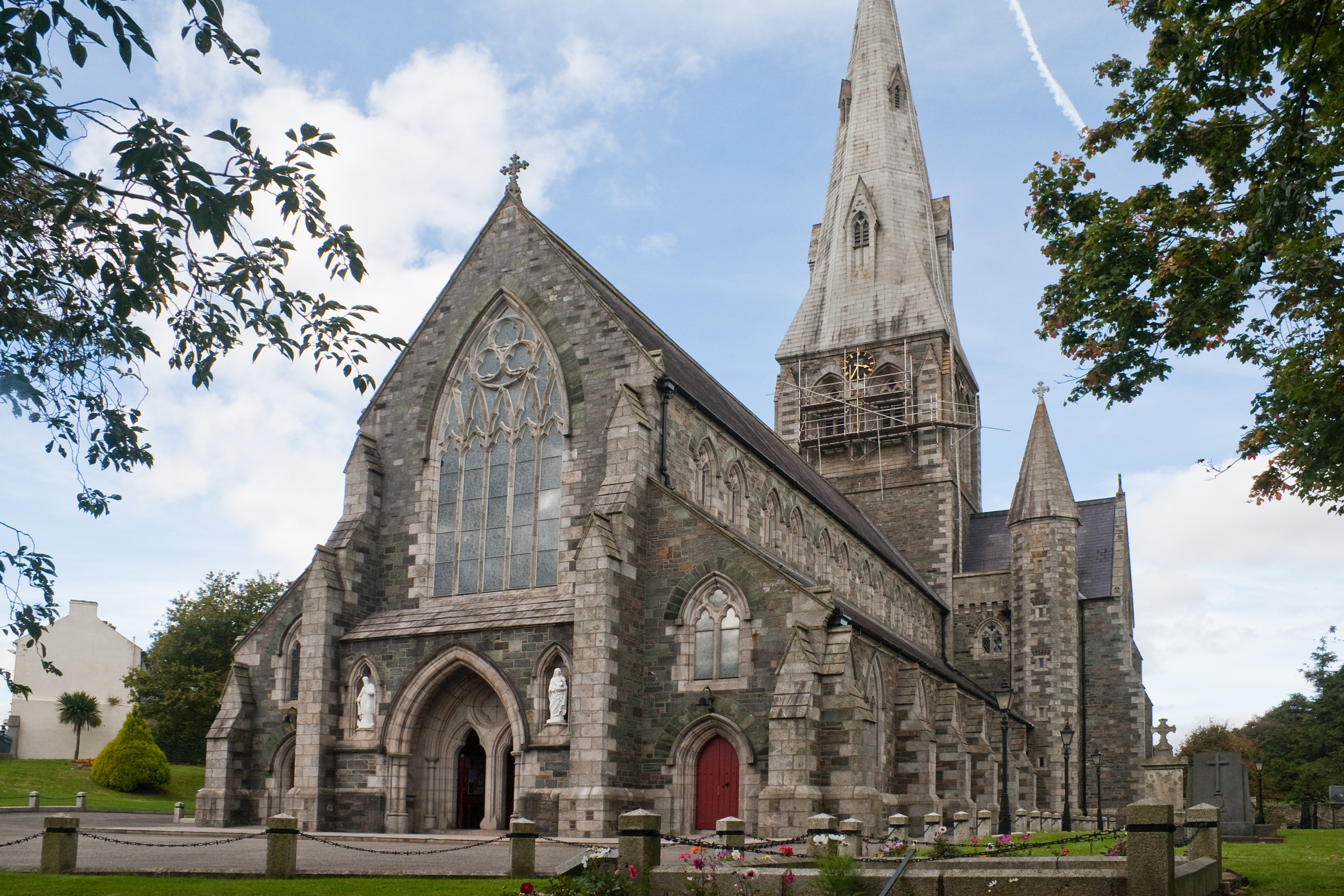
Südostansicht der Sankt-Aidan-Kathedrale, die wegen der Hanglage mit dem Chor nach Norden ausgerichtet ist.

Die Sankt-Aidan-Kathedrale von Enniscorthy (englisch St. Aidan’s Cathedral Enniscorthy, irisch Ardeaglais Naomh Aodháin Inis Córthaidh) ist die dem Klostergründer und ersten Bischof Aidán gewidmete Bischofskirche der römisch-katholischen Diözese Ferns, die ihren Sitz in Enniscorthy hat. Sie ist neben der Marienkathedrale von Killarney eine von zwei Kathedralen in Irland, die von A. W. N. Pugin entworfen worden sind, einem der bedeutendsten englischen Architekten der Neugotik. Die Kathedrale wurde von 1843 bis 1849 errichtet und 1860 geweiht.

## Geschichte
Erst zu Beginn des 19. Jahrhunderts wurde Enniscorthy von Bischof Patrick Ryan als Sitz der Diözese Ferns ausgewählt. Hierzu ließ Bischof Ryan eine vorläufige Bischofskirche oberhalb der Stadt auf dem westlich vom River Slaney steil aufsteigenden Hang errichten. Die beengte Hanglage führte dazu, dass sowohl die provisorische als auch die spätere Kathedrale nur in Nord-Süd-Ausrichtung gebaut werden konnten. Bereits 1838 stellte Bischof James Keating fest, dass das Provisorium zu reparaturbedürftig und zu klein war.
Zu dieser Zeit war A. W. N. Pugin in England bereits ein bekannter Architekt. Zu seinen wichtigsten Förderern gehörte John Talbot, der 16. Earl of Shrewsbury, der zu dieser Zeit zu den prominentesten römisch-katholischen Laien in England gehörte. Zu den Titeln des Earls gehörte auch das Earldom von Wexford und Waterford, und über seine Frau war er auch mit John Hyacinth Talbot verwandt, der damals New Ross im House of Commons vertrat. Über diese katholischen Verbindungen wurde Pugin an Bischof James Keating vermittelt. Zu den ersten Werken Pugins in Irland gehörten die 1838–1839 errichtete Kapelle in Bree, die dem Erzengel Michael gewidmete Kirche in Gorey und die Kapelle des St Peter’s College in Wexford, alle im County Wexford in der Diözese von Bischof James Keating gelegen. Pugin besuchte Irland insgesamt nur zehn Mal, und seine Besuche waren stets nur sehr kurz. Stattdessen ließ er die Bauplätze von anderen inspizieren und sich die Ergebnisse der Vermessungsarbeiten zusenden. Pugins erster Besuch in Irland erfolgte erst zur Grundsteinlegung des St. Peter’s College am 18. Juni 1838.
Im Anschluss daran erhielt Pugin den Auftrag, die Kathedrale in Enniscorthy zu entwerfen. Pugin blieb auch hier bei seiner Arbeitsweise und vertraute der Bauleitung vor Ort durch den Architekten Richard Pierce. Diese Vorgehensweise geht aus einem seiner Schreiben an John Hyacinth Talbot aus dem Jahr 1843 hervor:

„I send […] you the first plans for the church […] at Enniscorthy […] when I come over I will set out the tracery windows with Pierce as it is better I should do so with him than send them over. But there is nothing to hinder the foundations of the new church being commenced as Pierce will perfectly understand the plans.“

„Ich übersende […] Ihnen die ersten Pläne für die Kirche […] in Enniscorthy […] sobald ich herüberkomme, werde ich mit Pierce das Maßwerk für die Fenster festlegen, da es besser erscheint, dies mit ihm durchzuführen, als sie zu übersenden. Aber nichts steht dem Legen der Fundamente im Weg, da Pierce die Pläne vollkommen verstehen wird.“

Aufgrund der Korrespondenz wird ein Besuch Pugins vor Ort im Jahr 1843 angenommen, ein weiterer Besuch ist nur für 1845 überliefert.

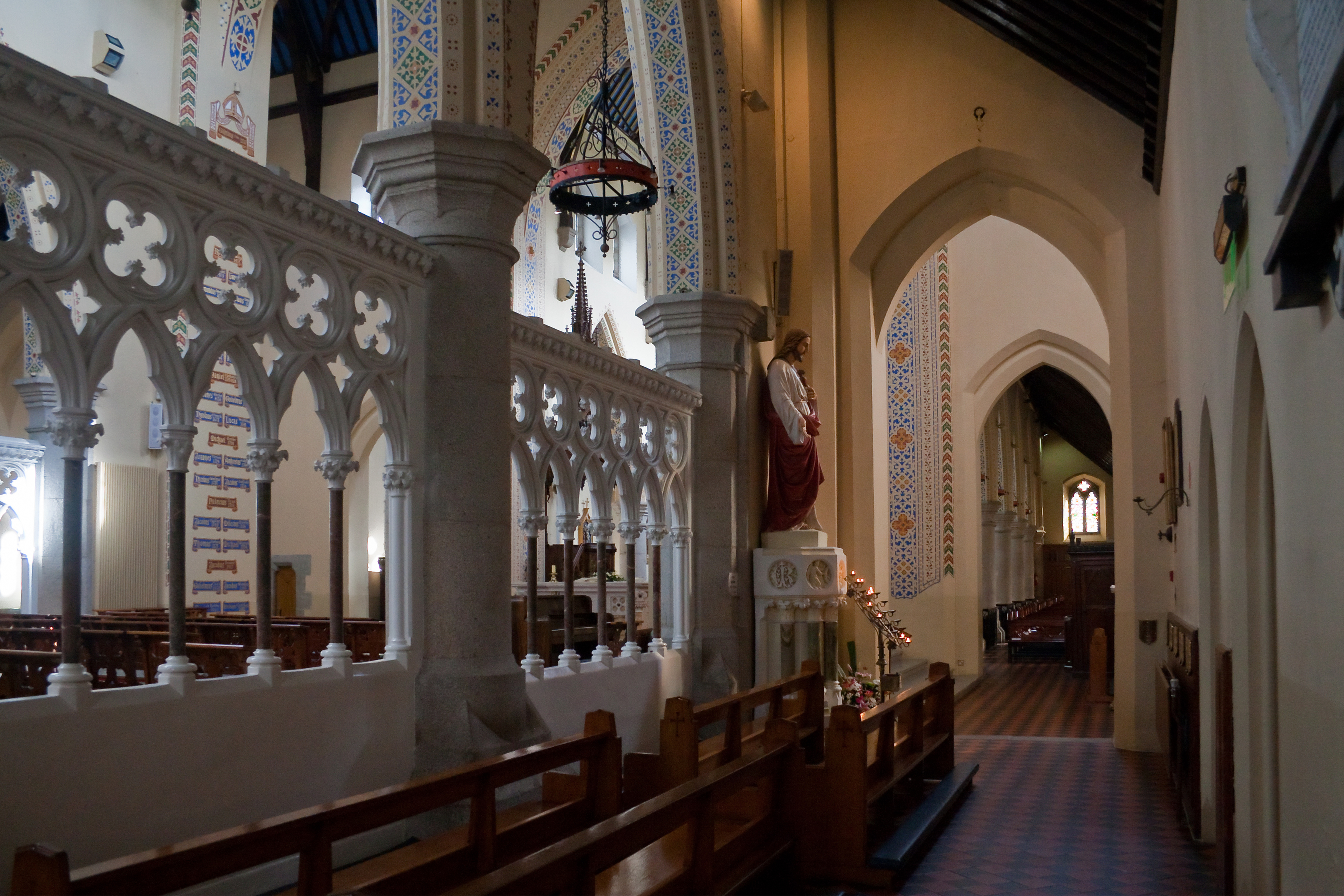
Westliches Seitenschiff im Chorbereich mit der von Pugin entworfenen Innendekoration

Die Grundsteinlegung erfolgte im Juli 1843, und der Neubau erfolgte um die alte provisorische Kirche, so dass diese weiterhin genutzt werden konnte. Als im Juni 1846 der Chor und das Querschiff vollendet waren, konnte die erste Messe im Neubau gehalten werden. Das dreischiffige Langhaus wurde 1846 bis 1848 errichtet. Danach wurde das Provisorium abgerissen; die Überdachung der Vierung erfolgte 1850.
Nach dem Tod von Bischof Keating am 7. September 1849 wurde Myles Murphy am 10. März 1850 zum Nachfolger geweiht. Die von Bischof Murphy im Inneren der Kathedrale vorgenommenen Änderungen stießen jedoch nicht auf Pugins Einverständnis, wie aus einem seiner Schreiben hervorgeht:

„The cathedral I built, at Enniscorthy, has been completely ruined. The new bishop has blocked up the choir, stuck the altars under the tower!! and the whole building is in the most painful state of filth: the sacrarium is full of rubbish, and it could hardly have been worse if it had fallen into the hands of Hottentots.“

„Die Kathedrale, die ich in Enniscorthy baute, ist völlig ruiniert worden. Der neue Bischof hat den Chor abgesperrt und die Altäre unter dem Turm festgesetzt!! Und das gesamte Gebäude ist in einem denkbar schrecklichen unflätigen Zustand: die Piscina ist mit Firlefanz gefüllt, und es hätte kaum schlimmer kommen können, wenn sie in die Hände der Hottentotten gefallen wäre.“

Einen Einfluss auf die weitere Entwicklung hatte Pugin nicht, der 1851 zusammenbrach und 1852 verstarb.
Thomas Furlong, der 1857 nach dem Tode von Murphy den Bischofssitz übernahm, beauftragte mit der Vollendung des Innenausbaus im Sinne Pugins den Architekten James Joseph McCarthy, der später den Beinamen „der irische Pugin“ erhielt. Die Arbeiten wurden bis 1860 abgeschlossen, wonach die Kathedrale von Furlong geweiht wurde. Zu dem 1850 errichteten Turm kam 1870 bis 1871 eine Turmspitze, die sich jedoch als zu schwer erwies und daher zum Absacken des Turms führte. Deswegen wurden sowohl der Turm als auch die Turmspitze abgerissen und in den Jahren 1872 bis 1873 in einer etwas kleineren Ausführung neu errichtet.

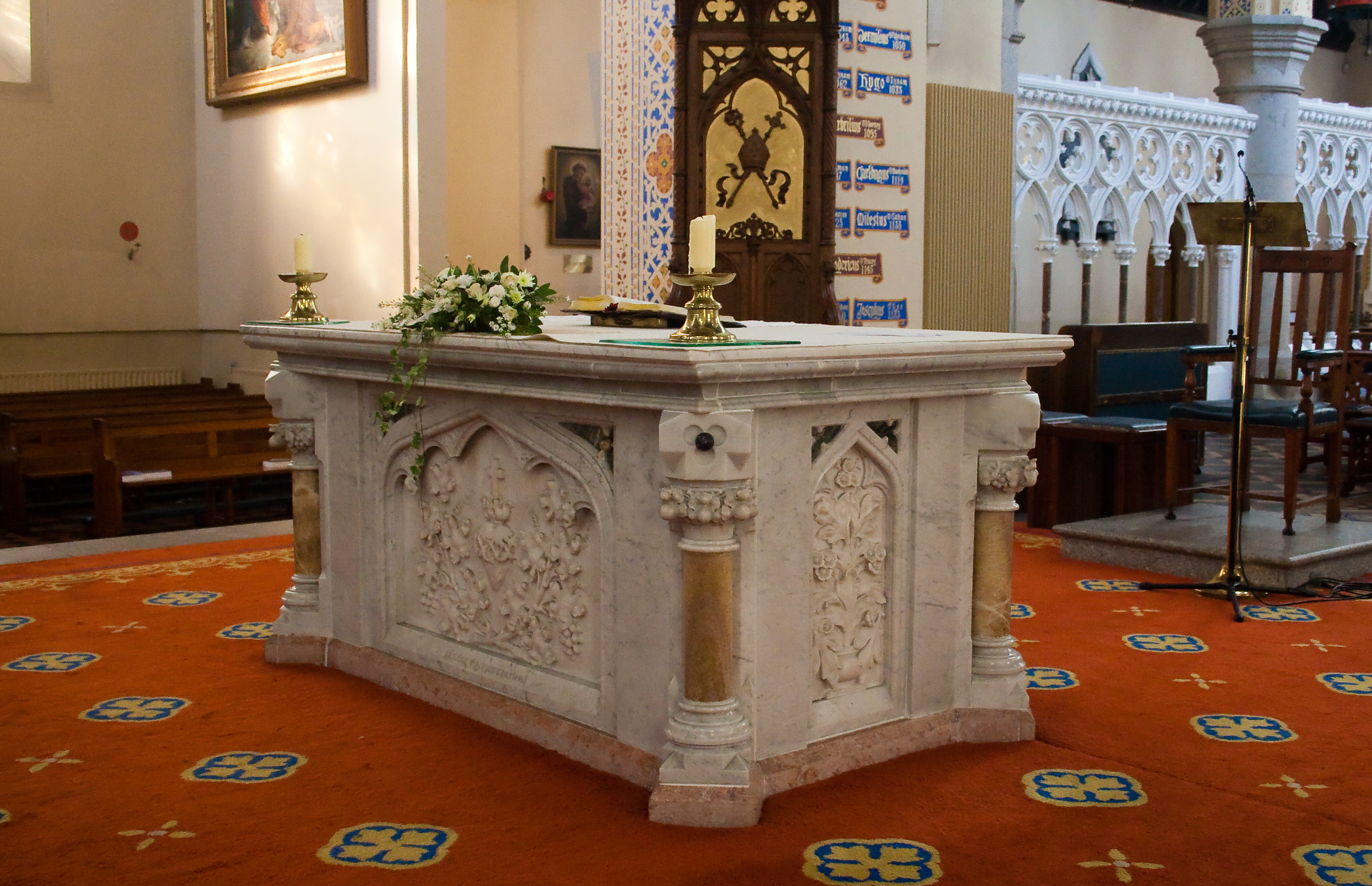
Der 1994 unter der Vierung errichtete Hauptaltar

1915 kam eine Totenkapelle in der Nordost-Ecke der Kathedrale hinzu. Von 1936 bis 1945 erfolgte eine längere Restaurierungsphase, bei der insbesondere das undichte Dach erneuert wurde und neue Kirchenbänke aus österreichischer Eiche hinzukamen. Nach dem Abschluss der Arbeiten und dem Abzahlen aller Schulden wurde die Kathedrale ein weiteres Mal am 29. Juni 1946 von Bischof James Staunton geweiht.
Während der Amtszeit von Bischof Donal Herlihy wurden 1970 die gesamten von Pugin entworfenen Verzierungen weiß übermalt. Sie wurden erst 1994 unter dem Nachfolger Brendan Comiskey in einer groß angelegten Restaurierung wiederhergestellt. Aufgrund der im Rahmen des Zweiten Vatikanischen Konzils verabschiedeten Liturgiereform wurde der Hauptaltar unter die Vierung verlagert, was zu Kritik führte.

## Architektur

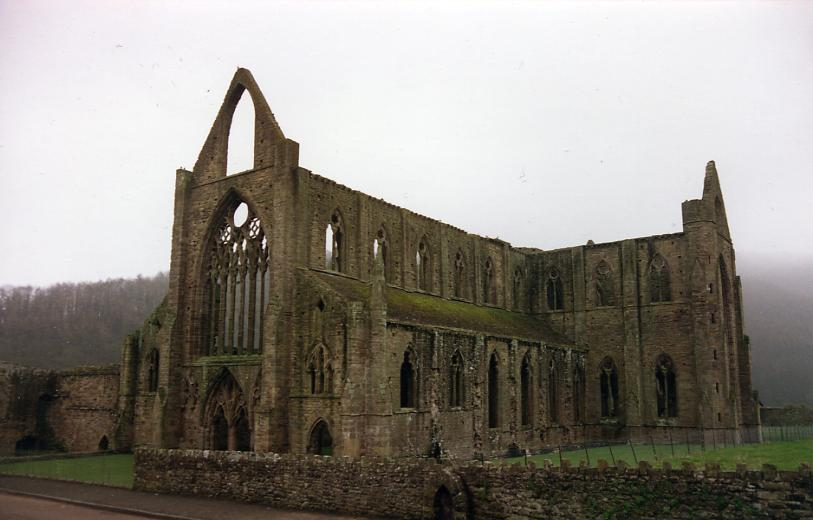
Die Architektur der Abtei Tintern in Wales diente Pugin als Vorbild.

Pugin wählte als Vorbild die Abtei Tintern in Wales. Während die Seitenschiffe ebenfalls in sechs Joche unterteilt wurden, fiel der Chor mit drei statt vier Jochen etwas kürzer aus, und die Seitenkapellen entfielen. Entsprechend der mittelalterlichen Bauweise weist Tintern außen schwere Stützmauern auf, die ebenfalls in Enniscorthy wegfielen, so dass die Kathedrale deutlich klarere Konturen hat. Die später an den Chor angefügte Totenkapelle und andere Zusatzbauten finden sich nicht in Tintern und entsprachen auch nicht den Plänen Pugins.